# (36052) 1999 RS19
1999 RS19 (asteroide 36052) é um asteroide da cintura principal. Possui uma excentricidade de 0.13268990 e uma inclinação de 10.16131º.
Este asteroide foi descoberto no dia 7 de setembro de 1999 por LINEAR em Socorro.